# Claude Delangle
Claude Delangle (* 1957 in Lyon) ist ein französischer Saxophonist im Bereich der klassischen Musik und seit 1988 Professor am Conservatoire de Paris. Er ist mit der Pianistin Odile Catelin-Delangle verheiratet, die ihn auf den meisten seiner CD-Aufnahmen begleitet.

## Diskographie
- 1996: The Russian Saxophone
- 1996: Edison Denisov: Altsaxophon Konzert
- 1996: The Solitare Saxophone
- 1999: A Saxophone for a Lady
- 2002: A la Francaise
- 2003: Tango Futur - Paris - Buenos Aires
- 2005: The Historic Saxophone
- 2007: Under the Sign of the Sun